# 가톨릭 파리 대교구
파리 대교구(라틴어: Archidioecesis Parisiensis)는 프랑스 파리시에 있는 로마 가톨릭교회 대교구이다. 3세기 성 디오니시오에 의해 치비타스 파리시오룸(Civitas Parisiorum)에 설립되었다고 전해지며, 1622년 10월 20일 대교구로 격상되었다. 주교좌 성당은 노트르담 드 파리 대성당이다.
1674년부터 프랑스 혁명 이전까지 파리 대교구장은 생클루 공작을 겸임하였다.

## 추기경
- 프랑수아 마르티 (1968년 ~ 1981년)
- 장마리 뤼스티제 (1981년 ~ 2005년)
- 앙드레 뱅트루아 (2005년 ~ 2017년)
- Michel Aupetit (2017년 ~ 현재)

## 같이 보기
- 프랑스의 로마 가톨릭교회
- 프랑스의 로마 가톨릭 교구 목록